# Чо Джэ Джин
Чо Джэ Джин (род. 9 июля 1981[…], Пхаджу, Кёнгидо) — южнокорейский футболист. Участник чемпионата мира 2006 года в составе сборной Республики Корея.

## Карьера
Чо приобрёл известность, когда представлял страну на Олимпийских играх 2004 года. Он существенно помог сборной вырвать ничью в матче против Мали. При счёте 3:0 в пользу африканцев Чо за две минуты сделал дубль. Позже защитник Мали, пытаясь помешать забить Чо, срезал мяч в свои ворота, в итоге матч завершился со счётом 3:3. Южная Корея заняла второе место в Группе А и получила право на участие в следующем раунде, где она потерпела поражение от Парагвая, который в итоге занял второе место.
Прежде чем перейти в «Симидзу С-Палс», Чо играл за «Сувон Самсунг Блюуингс», но не добился с клубом больших успехов. Он также выразил желание играть в Англии и сказал, что завидует переходу Ли Дон Гука в «Мидлсбро».
Во время своего весьма успешного пребывания в «С-Палс» Чо получал предложения от «Утрехта», «Аякса», «Вест Хэм Юнайтед» и других европейских команд. Чо больше всего хотел играть за «Утрехт», но, как сообщается, оказался недоволен условиями сделки. Отказавшись от трансфера, Чо доиграл последние месяцы своего контракта с «С-Палс», прежде чем снова занялся поисками европейской команды. Однако после неудачных просмотров в «Ньюкасл Юнайтед», «Портсмуте» и «Фулхэме» Чо вернулся в Корею в феврале 2008 года, где подписал контракт с клубом К-Лиги «Чонбук Хёндэ Моторс».
После неудачного сезона в К-Лиге на Рождество 2008 года Чо подписал контракт с «Гамба Осака» за плату в размере $ 3,5 млн. Был также интерес со стороны катарской «Аль-Гарафы», которая уже купила у «Олимпик Лион» Жуниньо Пернамбукано, но Чо отклонил предложение.
18 марта 2011 года он объявил о своём уходе из футбола из-за продолжающихся проблем с врождённой дисплазией тазобедренного сустава.

## Вне футбола
Он является близким другом Ким Дон Джина, который также был членом олимпийской сборной 2004 года и в настоящее время играет в чемпионате Таиланда.
В 2004 году он был выбран, чтобы позировать для рекламы бренда одежды ASK. Чо также участвовал в рекламе «Adidas» и корейского издания «Cosmopolitan». Когда сборная Южной Кореи устроила распродажу футболок по случаю успешного выступления на Олимпиаде 2004 года, 34,5 % покупателей, которые приобрели футболку Чо, были женщинами, для сравнения среди покупателей футболки Ан Джон Хвана было лишь 8 % представительниц женского пола. Он также прославился своим мастерством в видеоигре «Pro Evolution Soccer 6».